# Halberstadt

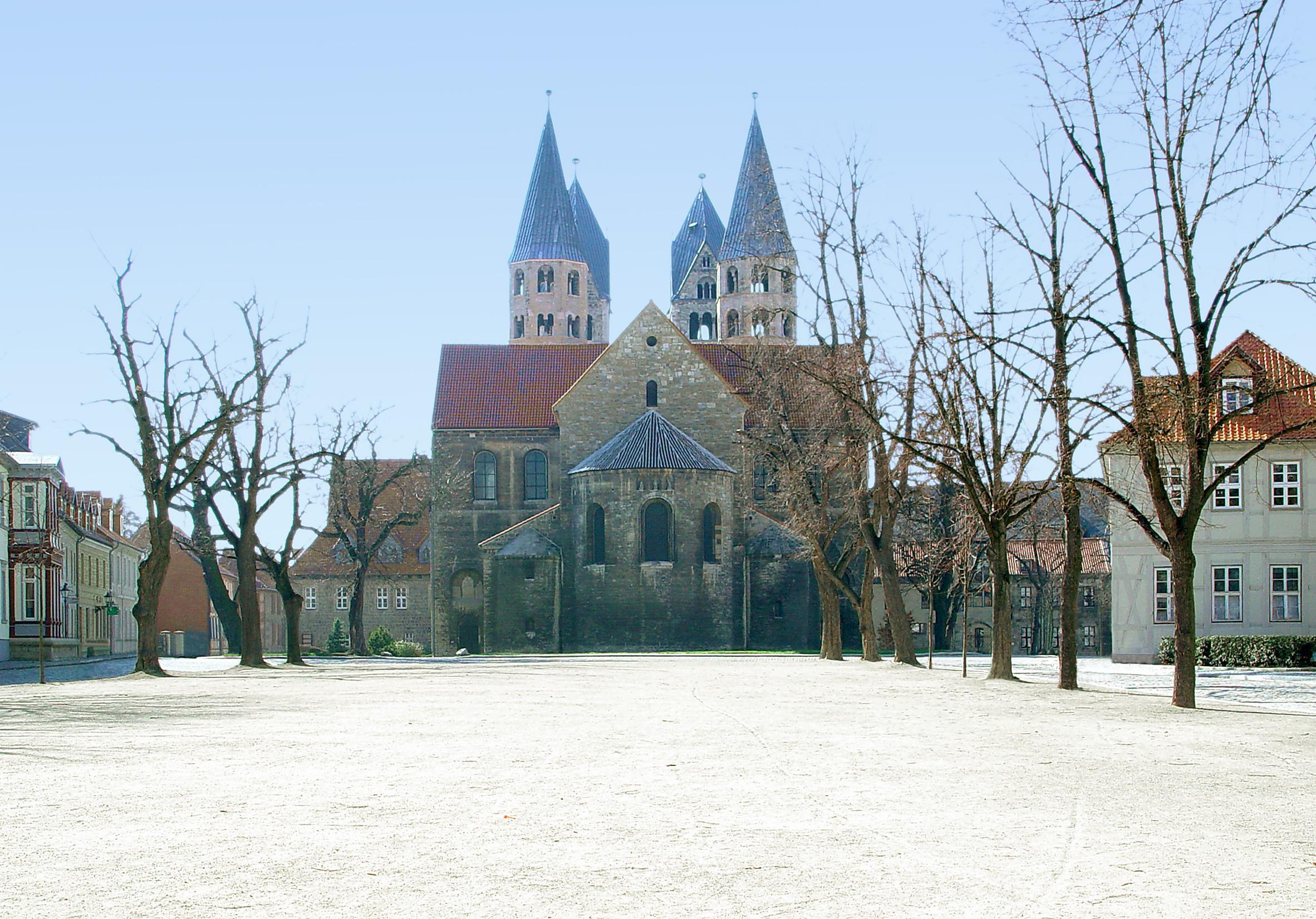
Kościół NMP (Liebfrauenkirche)

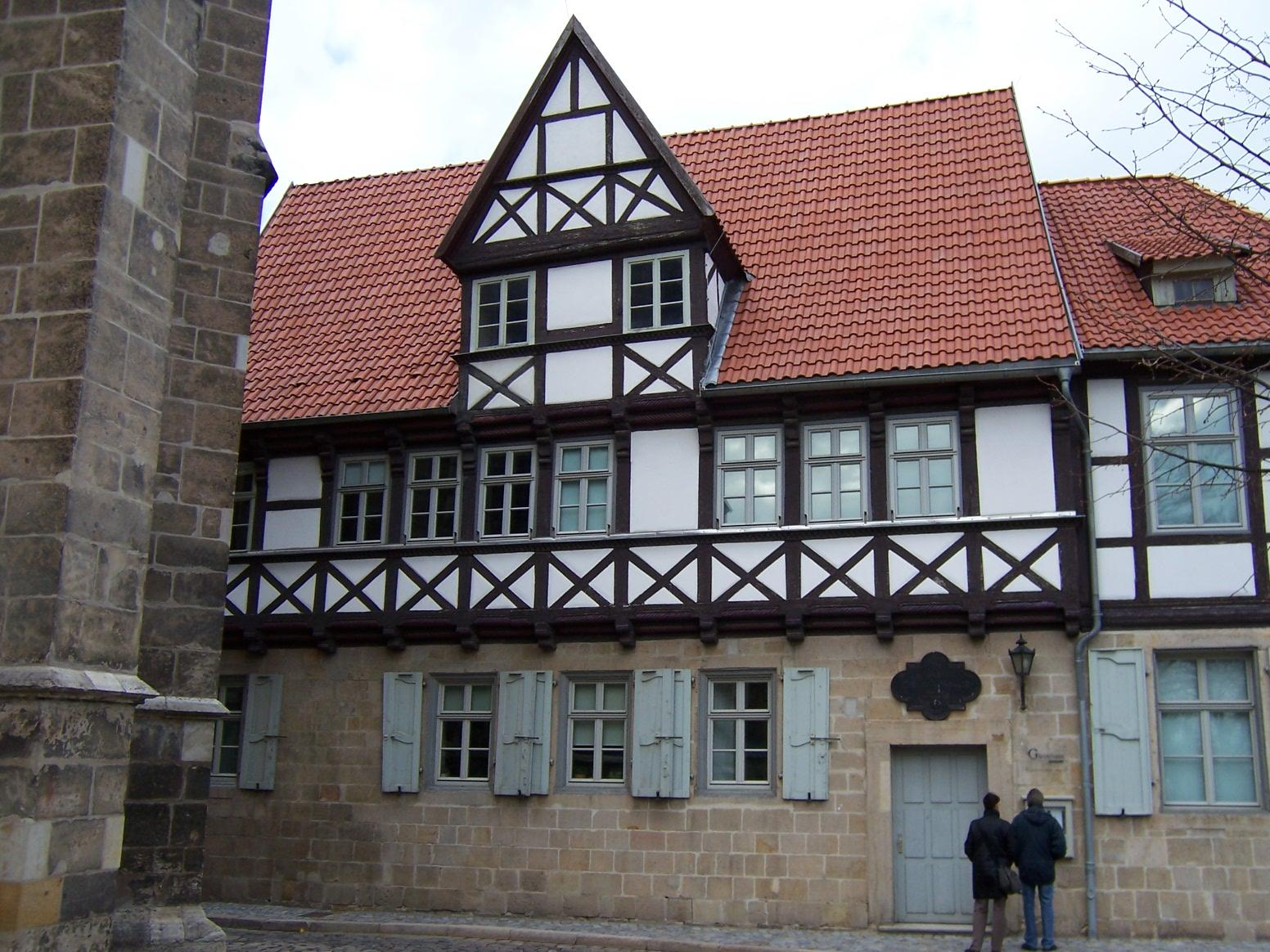
Dom J. W. L. Gleima

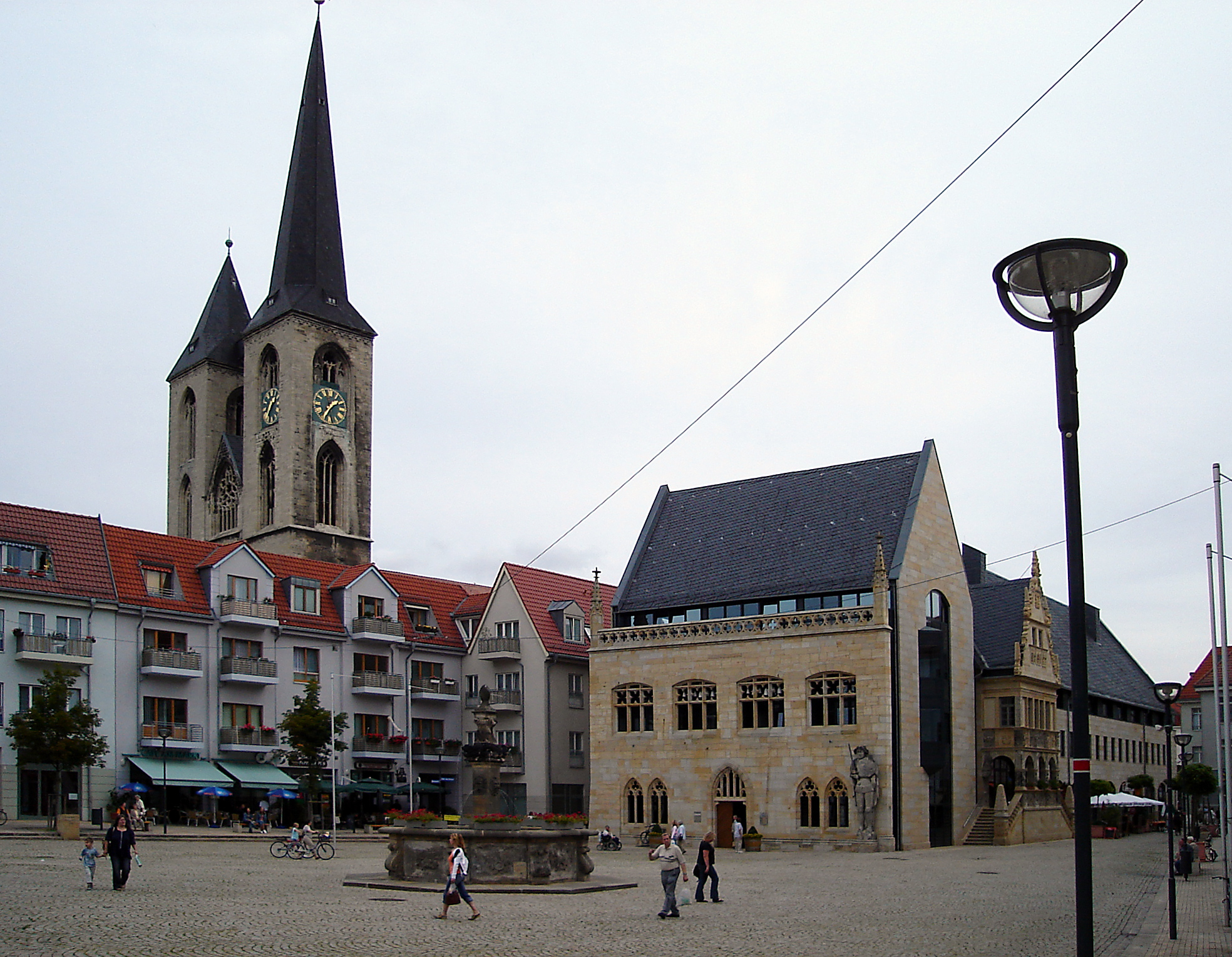
Fragment miasta z kościołem Św. Marcina (Martinikirche)

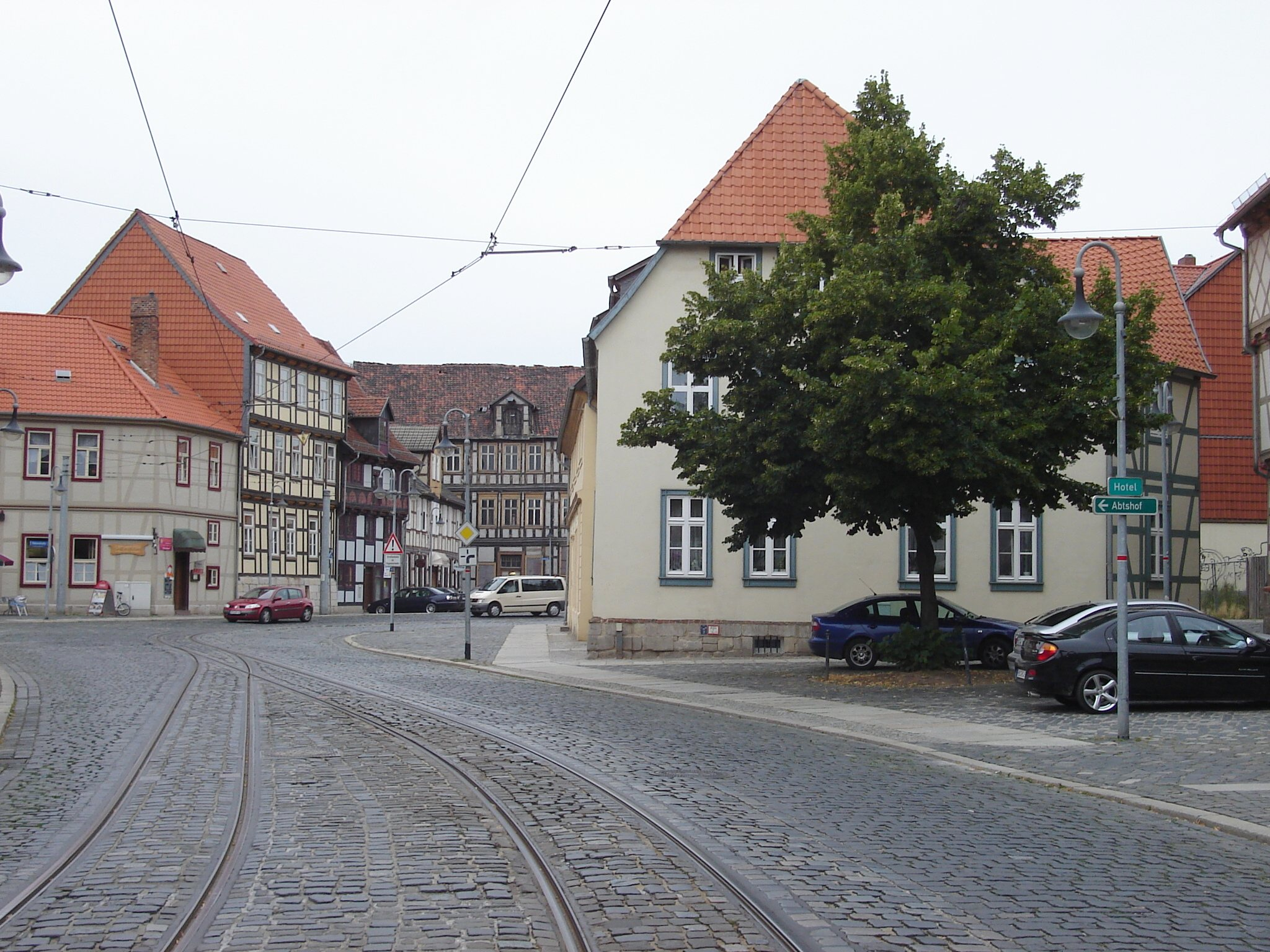
Prefektura Voigtei

Halberstadt – miasto powiatowe w Niemczech, w kraju związkowym Saksonia-Anhalt, siedziba powiatu Harz, do 30 czerwca 2006 stolica powiatu Halberstadt.
Leży w środku północnego pogórza Harzu, nad rzeką Holtemme, dopływem rzeki Bode na skraju wzgórz Huy.

## Historia
Położenie na skrzyżowaniu ważnych traktów handlowych prowadzących z Goslaru i Brunszwiku do Halle (Saale) i Magdeburga sprzyjało już w czasach karolińskich powstaniu osady, którą w 804 roku Karol Wielki odwiedził w celach misyjnych.
Już w 827 stała się siedzibą biskupstwa, najbardziej wówczas wysuniętego na wschód, w obrębie cesarstwa karolińskiego. Badania archeologiczne potwierdziły istnienie obwarowanej miejscowości z kościołem, już ok. 800 r., w obrębie dzisiejszego wzgórza katedralnego, na podstawie odnalezionych tam licznych grotów włóczni i ozdobnych naszyjników. Zachowały się pozostałości budowli oraz kamienny pulpit prawdopodobnie wykorzystywany podczas wieców oraz odprawiania nabożeństw. W 859 roku wzniesiono pierwszy kościół katedralny. Od 892 biskup Halberstadt posiadał wszystkie prawa świeckie zaś od 1052 władał obszarem sięgającym na zachodzie niemal po Brunszwik, a na wschodzie ujścia Soławy do Łaby.
Tereny dawnych Sasów były nękane konfliktami – wpierw powstanie saskie – bunt miejscowych notabli przeciwko królom z dynastii Salickiej, następnie walka między Sztaufami a Welfami. Henryk Lew zniszczył drugą istniejącą tutaj katedrę ottońską i miasto. Już w 1000 roku istniało podgrodzie zajmujące teren obecnego Rynku Rybnego (Fischmarkt). Następnie powstawały podgrodzia na południu aż do dzisiejszych ulic Straße der Opfer des Faschismus i Walter-Rathenau-Straße, zaś w XII wieku Dolne Miasto, na północ od katedry aż po rzekę Holtemme. W 1236 roku rozpoczęto budowę obecnej katedry (zakończoną dopiero w 1491). Od 1397 miasto należało do Hanzy.
W dobie reformacji w 1591 mianowany został pierwszy luterański biskup Halberstadt. O wyborze biskupa decydowała odtąd założona przez Heinricha Juliusa kapituła złożona zarówno z duchownych katolickich, jak i protestanckich. Od zajęcia przez wojska Wallensteina katedrę przejęło ponownie duchowieństwo katolickie. Po zakończeniu wojny trzydziestoletniej Halberstadt został wcielony w skład księstwa Brandenburgia-Prusy
W latach 1681–1682 miasto ogarnęła epidemia dżumy. W 1807 zajęte zostało przez Napoleona i stało się główną siedzibą departamentu Soława (Departement der Saale), w obrębie Królestwa Westfalskiego. Od 1843 do Halberestadt można dojechać koleją. W 1903 w mieście jeździły tramwaje elektryczne.
II wojna światowa przyniosła miastu zniszczenia 87% zabudowy. Całkowicie niemal zniszczona została zabytkowa zabudowa o konstrukcji szachulcowej.
Po wojnie został wcielony w skład NRD. W 1998 odbudowano zabytkowy ratusz.
1 stycznia 2010 przyłączono do miasta następujące gminy: Aspenstedt, Athenstedt, Langenstein, Sargstedt oraz Schachdorf Ströbeck.

## Zabytki
- zespół zabytkowy w obrębie placu Katedralnego (Domplatz) w którego skład wchodzą:
  - gotycka katedra pw. św. Szczepana i św. Sykstusa (St. Stephanus u. St. Sixtus)
  - romański kościół NMP (Liebfrauenkirche)
  - XVI-wieczny budynek plebanii
  - romańsko-gotycki tzw. Dom Piotra (Petershof)
  - dom Johanna Wilhelma Gleima z XVIII wieku (obecnie muzeum poety)
- Rynek Rybny (Fischmarkt):
  - kościół św. Marcina (Martinikirche), gotycki z XIV wieku, w formie trójnawowej bazyliki, m.in. z barokowym ołtarzem głównym, kazalnicą z 1595 oraz XIV-wieczną chrzcielnicą
  - figura Rolanda
- Zabytki Dolnego Miasta
  - kościół pw. św. Andrzeja (St.-Andreas), dawniej oo. franciszkanów, XIII-wiecznym krucyfiks, m.in. z alabastrową naturalnej wielkości figurą Madonny
  - kościół pw. św. Katarzyny (St.-Katharinen), dawniej oo. dominikanów w formie trzynawowej hali datowany na XIV wiek
  - późnoromański kościół pw. św. Burchardta (Burchardikirche)
  - kilka domów o konstrukcji szkieletowej – XVIII i XIX wiek.

## Współpraca
- Bańska Bystrzyca, Słowacja
- Náchod, Czechy
- Villars, Francja
- Wolfsburg, Dolna Saksonia